# Pablo Alió
Pablo Alió Anguera (Sarral, 1810-?) fue un capitán del ejército carlista protagonista de la toma de la fortaleza de Morella.
Pablo Alió, nació el 29 de marzo de 1810 en Sarral, provincia de Tarragona. Sus padres Bartomeu Alió y Maria Anguera, eran hacendados y vecinos de dicho pueblo. Entre 1827 y 1835 estudió en el seminario de Tarragona. En julio de 1835 tomó partido en las filas carlistas, incorporándose en el primer batallón de Tarragona que mandaba Manuel Ibáñez “el Llarc de Copons”. El 31 de agosto fue nombrado subteniente de infantería por el brigadier Matías de Vall y como tal participó en 28 choques con el enemigo. En julio de 1836 se incorporó al ejército de la derecha del Ebro y se le asignó en la compañía de tiradores del 1.er. batallón de Valencia a las órdenes de José Miralles “El Serrador”.
El 7 de septiembre de 1836 se dirigió a Castilla con las fuerzas de Josep Miralles y Ramón Cabrera, que el 11 se incorporaron en Utiel a la división expedicionaria del General Gómez, con la que participó en las acciones de Villa robledo, Gaucín, Arcos de la Frontera, toma de Córdoba, Almadén y otras hasta el 19 de diciembre, en que la expedición de vuelta al País Vasco, entró en Orduña. Participó en el sitio de Bilbao y en otras acciones hasta el 20 de julio, que formando su batallón parte de la columna expedicionaria de Zaritiegui, batieron a la división portuguesa del general Das-Antas y se apoderaron de los fuertes de Salas de los Infantes, Burgo de Osma, Lerma, Segovia entre otros y atacaron a las columnas volantes en Lebrela, Valladolid, Aranda de Duero y Retuerta.

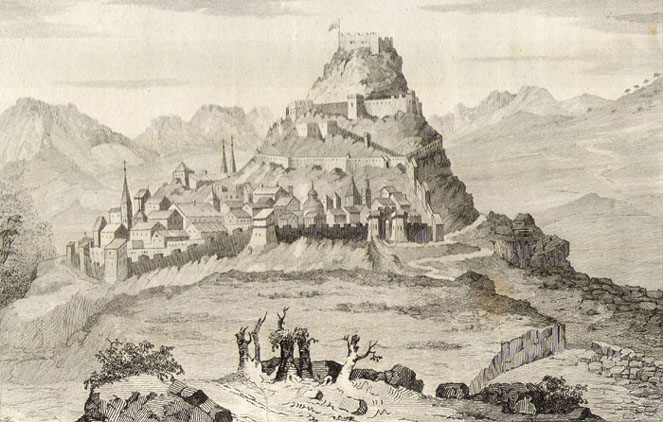
Grabado de Morella hacia 1840

Durante la expedición se formaron diferentes batallones de reclutas y voluntarios y para su pronta organización se le destinó junto a otros oficiales al 2.º batallón Guías de Burgos que estaba en Ontoria a las órdenes del coronel José Ma. Delgado. Cuando la expedición del general Zaratiegui, a los pocos días se ve obligada a regresar precipitadamente al País Vasco ante el acoso de numerosas fuerzas enemigas, sin tiempo de avisar, su batallón junto al 1.º de Valladolid y 1.º de Burgos se quedan aislados en los pinares de Soria, y deciden pasar al ejército de Aragón.  El 19 de noviembre de 1837 el coronel Delgado lo asciende a teniente.
Cabrera destina estas unidades al bloqueo de Morella y el 26 de enero de 1838, Pablo Alió, protagoniza a la cabeza de 20 hombres, un audaz golpe de mano, escala las murallas y toma el castillo y la plaza de Morella. En recompensa, el general Ramón Cabrera le asciende a capitán y es nombrado caballero de la real y militar orden de San Fernando de 2.ª clase. Es destinado a mandar la 4.ª compañía del 3.er batallón de Tortosa, en esta unidad acompaña a Cabrera en la retirada hasta Francia en junio de 1840.
Regresó a España, pero sin acogerse al Convenio de Vergara, y falleció en Sarral.